# Hemiliostraca auricincta
Hemiliostraca auricincta is een slakkensoort uit de familie van de Eulimidae. De wetenschappelijke naam van de soort is voor het eerst geldig gepubliceerd in 1958 door Abbott.